# Нісібіський мирний договір (363)
Нісібіський мирний договір 363 року — мирний договір між римлянами і персами, укладений в 363 році.

## Передумови
Навесні 363 році римський імператор Юліан II Філософ з потужною армією виступив з Антіохії і незабаром, з'єднавшись з іншими частинами, перейшов Євфрат. Його метою було на якомога більш тривалий час убезпечити східні кордони Римської імперії від руйнівних перських набігів. На відміну від свого попередника Констанція II, який через конфлікти зі своїми братами, узурпаторами, а пізніше і з германцями не міг забезпечити просування на сході, Юліан мав всі ресурси для цього. Спочатку похід був успішним: вдалося завоювати кілька фортець, розбити невеликі перські загони. Але у Ктесифона, перської столиці, ситуація змінилася. Юліан виявився не в змозі взяти сильно укріплене місто, але він вирішив рухатися далі. Перси робили все можливе, щоб не дозволити римлян проникнути у внутрішні райони держави, і тому ними були підпалені степ, зернові посіви і селища в тих місцевостях, по яких повинні були проходити римські війська; це доповнювалося постійними нападами перської кавалерії. У підсумку римляни опинилися без харчів і фуражу посеред випаленої країни.
Погіршувало ситуацію те, що римо-вірменське військо, зосереджене на берегах Тигра, так і не прийшло на допомогу армії Юліана. При Маранзі відбулася битва, в якій загинув сам Юліан. Рада воєначальників, до якої входили Дагалайф, Невітта, Арінфей та Віктор вирішив обрати імператором Йовіана. Було розпочато відступ. Незабаром римське військо досягло міста Дура, що знаходився на березі Тигра, але далі просунутися не змігло, будучи оточене перською армією на чолі з самим Шапуром II. Не маючи можливості ні рухатися далі на північ, ні переправитися на правий берег Тигра, ні поповнити запаси продовольства, римляни опинилися в критичній ситуації. Знаючи про становище, в якому опинилися Йовіан і його військо, Шапур II направив до імператора послів з пропозицією про переговори.

## Умови договору
В результаті перси змогли нав'язати Йовіану вкрай невигідний для римлян мирний договір, який мав дві головні умови: 1) передача Персії п'яти римських областей у Верхній Месопотамії (Арзанени, Моксоени, Забдицени, Регімени та Кордуени) з розташованими там фортецями, а також міст Нісібіса, Сінгари та Табора Маврів і 2) відмова Риму від підтримки Вірменії. Також було вигнано римське населення. Договір був підписаний на 30 років і підкріплений знатними заручниками з обох сторін. Втрата Нісібіса та Сінгари були дуже чутливі для Риму, оскільки вони були ключовими елементами римської оборони східних провінцій. Після цього римляни продовжили відступ. Війни римлян з персами тривали ще кілька століть.